# Колумбијска кухиња
Колумбијска кухиња се састоји од различитих мешавина поврћа, воћа, зачина и кухињских обичаја америчких староседеоца, Европљана и Шпанаца. Збор разноврсности фауне и флоре, Колумбија је богата изврсним рецептима који су уједно и здрави за организам. Припрема хране зависи од места у овој држави. Од значајних намирница у кухињи можемо наћи пиринач, кукуруз, кромпир, тапиока и легуминозе. Од меса ту су уобичајено говедина, пилетина, прасе али и морски плодови. Још један битан састојак је воће од којих се издвајају манго, јабука, псидиум, папаја и маракуја.
Иако не постоји национална традиционална храна Колумбије већ више њих, најпознатије су ипак Санкошо или Арепа. Од осталих рецепата ту су и Бандеја Паса, Лешона, Толима Гранде и многи други.
- Санкошо
- Арепас са Ћоризом

## Историја колумбијске хране
Колумбијска храна јединствени је спој аутохтоних и европских традиција са снажним афро-карипским утицајем. Две највеће аутохтоне групе пре европског освајања биле су Таиронска култура, која је била присутна дуж обале Кариба, и Муиса. Арепас, направљен од млевеног кукуруза, једно је од најстаријих куваних јела у колумбијској кухињи. Верује се да назив потиче од речи за кукуруз на чичанском језику. Арепас је данас једно од мајпопуларнијих колумбијских јела.

## Карабијска регија
Кариби су група острва која се налазе у Карипском мору, укључујући Бахаме у Атлантику. Ова острва се простиру од Флориде на северу до Венецуеле у Јужној Америци на југу. Кариби се састоје од преко 7000 острва. Подељени су у 25 територија које представљају независне државе, колоније и протекторате.
Јела Карабијске обале се уобичајено састоје од пиринача, кукуруза, касавуа, банане, јама, говедине, живине, свињетине, козе али и меса дивљих животиња, посебно корњача и белих лабудова. Близина мора и присуство водотока погодују и риболову где се могу наћи морске и речну рибе, посебно бакалари, пагре, туњевина и сомови. Риба се може пећи на жару, пржити или поховати брашном. Морски плодови се једу у тепсијама или као хладна салата у топлим данима.
Супе су веома популарне у овом подручју, иако имају различите називе, сопа, нем или мотем неизбежно је јело сваког домаћинства. Најпопуларнија супа је сансохо, која се може правити на бише начина у зависности од регије. За припрему јела користе се све врсте меса па чак и корњача али и морски плодови и различите врсте риба (барбудо, журел, сабало). Неке врсте меса се користе за прављење традиционалних специјалитета као што су на пример изнутрице свиње од којег се може направити „шишарони”. Неки рецепти укључују и различито поврће иако је главно месо на менију током ручка. У овој регији се такође конзумира и домаћи локални хлеб направљен од кукуруза који је пече испод сача или пржи на уљу. Поред свега овога најглавнији састојак на трпези је пиринач који се може користити као прилог или десерт у виду сутлијаша.
Најпознатије пиће у овом делу је Рум. Рум је дестиловано алкохолно пиће, које се добија од шећерне трске. Настаје ферментацијом и дестилацијом меласе и сока шећерне трске. Добијени рум се традиционално чува у бурету од храстовине.
Највише се производи на Карибима (Куба, Јамајка, Доминиканска Република, Порторико, Барбадос, Мартиник, Тринидад и Тобаго) и у околини (Белизе, Гватемала, Мексико, Венецуела, Колумбија, Гвајана, Бразил). Значајни произвођачи рума су такође Маурицијус, Реинион, Индија, Филипини, Аустралија и Фиџи.
Светли, бели рум обично се ставља у коктеле, а златни и црни се, осим за пиће, користе и у кулинарству. Рум је био популарно пиће у британској морнарици и међу гусарима.

## Андска област
Андска област обухвата колумбијски део планинског венца Анди. У овој области се налазе највећи урбани центри у Колумбији. Пре доласка Европљана овде су се налазиле најзначајније урођеничке цивилизације у Колумбији. Иза Колумбијског масива у југозападним департманима Каука и Нарињо, Колумбијски Анди се гранају у три правца позната као кордиљери (шп. cordilleras), што на шпанском значи планински венац. Ови планински венци су познати као Западни Кордиљери, пружају се уз обалу Тихог океана и на њима се налази Кали; Централни Кордиљери, пружају се између долина рекâ Каука и Магдалена, на њима су смештени градови Медељин, Манизалес, Переира и Арменија; и Источни Кордиљери (шп. Cordillera Oriental) протежу се ка северу и истоку, на њима се налазе градови Богота, Букараманга и Кукута.  У регији Сантадереса најпознатије јело је пепидонија, направљен од изнутрице и који се служи са пиринчем. У регији Антиокуиа традиционална кухиња састоји се од јела која су конзимирана још од давнина. То су у већини случајева типична јела овог региона без индустријализације и препађевина. Типични мени састоји се од тањира пасуља, пиринча, јаја, гратона, млевене говедине, воћа, поврћа и авокадоа. Храна није обилна и богата као у Карабијској регији али је захваљујући специјалним зачинима јако укусна. Састојци као што су какао, панела, кукуруз, пастрмка, говедина и локалне биљке попут гуаве, ананаса, црвеног зрна и кафе користе се током целе године и главни су састојци сваког оброка. Андска област је ретка регија која је успела да сачува оригиналне рецепте који нису били измењени од стране осталих народа и држава. Сваки рецепт је пребачен са колена на колено и традиционално чува кутуру овог региона.

### Богота
Богота је раније носила назив Bacatá, што на језику Чибча Индијанаца значи засејана поља. Подручје данашње Боготе је било средиште њихове цивилизације све до доласка конквистадора, након чега је почео нагли раст броја становника. Модерно насеље из којег се развио град Богота основао је Гонзало Хименез де Кезада 6. августа 1538. и назвао Санта Фе де Богота (Santa Fé de Bogotá), по свом родном граду Санта Фе те локалном називу Bacatá. Град је 1717. постао престоница Вицекраљевства Нова Гранада, која се састојала од данашњих држава Колумбије, Венецуеле, Еквадора и Панаме. Историја Боготе је јако позната и по боготској кухињи. У Боготи је такође кафа једна од најпознатијих напитака становника због тога што се на овом месту производи једна од најпознатијих зрна кафе.
Боготска кухиња потиче од индијских Чибча као и европске традиције која се доселила током велике миграције. Чибачи су конзумирали кукурузну чорбу и пире од кромпира као традиционалну храну зачињену лишћем званим гуаска да би јој дали оштар укус. Доласком Европљана, пилетина и други зачини претварају храну у пучерос који се служи у лонцима од теракоте,што доводи до трансформације јела по Европском стандарду додавањем различитих зачина и другачије припреме. 
Кухиња нуди типичну пржену хрануи чорбе, међу којима се издвајају пире од кромпира као и други специјалитети попут свињског меса, препарата од речне рибе, пире са зрелим бананама, печен пасуљ са чајотом итд.  Међу слаткишима су желе од гуаве, "сунђерасти флан", карамела, перуански петелин и кандирано папајуело. За доручак се пије топла чоколада понекад сервира са сиром, касавом и алмојабанасом.

### Толима Гранде
У Qндском региону постоје типична јела из дела Толима и Хуила попут лехоне или тамал, мешавине пиринча са говедином, пилетином, свињетином и пасуљем умотаним у лишће банане.

## Регион Пацифика
Кухиња Вал дел Кока регије настала је  близу Буге, Цартага и пацифичког региона. Унеско је 2005. године град Попаиан одредио за водећи град због кулинарске разноликости и улоге у нематеријалном наслеђу Колумбијаца. Кухиња Цауцана одабрана је за одржавање традиционалних метода припреме кроз усмену традиције коју поседује већ дужи низ година и који уједно и чува традицију правих јела овог региона. Јела овог познатог региона су позната у целом свету због његовог типичног укуса који подсећа на лето а укус на зачине који се искључиво гаје у овом региону.
У Балу дел Кокау, најрепрезентативнија јела су пилећи санкохо, шампус, шоладо, лулада, ароз атоладо, тамал, маранитас, колачићи звани хојалдрес, тортиља, супе од воћа и поврћа као и морски плодови који су пецани на обали реке.
Веома слична еквадорској кухињи, кухиња Нарино је позната по својим јединственим састојцима и типичним јелима попут рибе са жара који је веома укусан и доста прављен у андским регионима. Свињетина се припрема у рерни или на жару са предлогом од ољуштених кукуруза или тортиљом од кромпира. Калифорнијска пастрмка се служи на жару. Супе се кувају са улукама или кукурузном кремом. Традиционални хлеб у региону су памбаси и алуле, али праве се и хојалдре које су у ствари комади прженог теста. Што се тиче пића конзумира се национално и регионално пиво. У овом региону најпознатији дан је Свети дан који почиње Цветима или Недељом Муке Господње. На овај се дан, најчешће ујутро на Велики четвртак, одржава Евхаристија током које се свети уље које се даје оболелим особама ради оздрављења. Увече на Велики четвртак обележава се сећање на Последњу вечеру. Овај дан је јако битан јер се обележава дан на Исусову муку и смрт на крсту. Укућани за овај дан припремају специалну гозбу која се дели сиромашнима и болесним особама како би што брже оздравиле. На Ускрс слави се Исусово ускрснуће и победа над грехом.

## Познати професионални кувари
- Андерсон Гомез[29]
- Марк Рауш
- Жорж Рауш
- Хуан Мануел Барихентос[30]
- Хари Сасон
- Андре Жамаило
- Тересита Роман[31]
- Софиа Оспина де Наваро
- Јулиан естрада[32]
- Леонор Еспиноза[33]
- Каталина Велез
- Жуан Камило Гарзон
- Пол Лоаиза
- Густаво Ешевери
- Јаиме Алзате

## Галерија
- Колумбијска кухиња